# T. J. Starks
Tahjon "TJ" Starks (Lancaster, Texas, 11 de septiembre de 1998) es un baloncestista estadounidense que actualmente se encuentra sin equipo. Con 1,88 metros de estatura, juega en la posición de base.

## Trayectoria deportiva

### Universidad
Jugó dos temporadas con los Texas A&M Aggies de la Universidad de Texas A&M en College Station, Texas, desde 2017 a 2019 y tras una temporada en blanco, jugaría durante la temporada 2020-21 con los Cal State Northridge Matadors de la Universidad Estatal de California, situada en Northridge.

### Profesional
Tras no ser elegido en el Draft de la NBA de 2021, el 5 de septiembre de 2021 Starks firmó su primer contrato profesional con BC Rytas de la Liga de Baloncesto de Lituania.
En octubre de 2021, se unió a Wisconsin Herd de la NBA G League, pero unas semanas después fue rescindido por el conjunto estadounidense.
El 11 de diciembre de 2021, Starks regresa a Lituania y firma con Nevėžis-OPTIBET de la Liga de Baloncesto de Lituania, con el que disputó 10 partidos.
El 26 de marzo de 2022, firmó con Yalova Group Belediyespor Basketbol de la Basketbol Süper Ligi.
El 30 de julio de 2022 firmó con el club griego Kolossos Rodou.
El 14 de enero de 2024 firmó con la Juventus Utena de la Liga de Lituania (LKL) hasta el final de la temporada 2023-24.